# Federico Roncoroni
Federico Roncoroni (Como, 2 ottobre 1944 – Como, 31 gennaio 2021) è stato uno scrittore e saggista italiano.
Prolifico autore di libri di testo scolastici di amplissima diffusione per l'insegnamento della lingua italiana, nonché docente, filologo classico, linguista e traduttore, divenne noto per essere stato stretto collaboratore ed erede testamentario dello scrittore Piero Chiara.

## Biografia
Originario di Como, visse perlopiù nella città natale. Alumnus dell'Almo Collegio Borromeo di Pavia, si laureò in filologia classica presso la civica università. Tra gli anni 1970 e 1990 insegnò materie letterarie nelle scuole superiori, all'istituto magistrale e al liceo-ginnasio Alessandro Volta di Como; per qualche tempo insegnò anche in scuole private negli Stati Uniti d'America.
A fine anni 1960 Roncoroni fu segnalato dal latinista Luigi Alfonsi a Piero Chiara, che cercava un consulente per la sua traduzione del Satyricon di Petronio Arbitro. La collaborazione tra i due ben presto si consolidò e Roncoroni fu al fianco di Chiara per il resto della sua vita, dando un apporto decisivo anche ad altre opere dello scrittore luinese, su tutte la Vita di Gabriele D'Annunzio. Nelle sue disposizioni testamentarie Chiara nominò Roncoroni amministratore unico della sua eredità editoriale e del relativo archivio privato (in parte da lui detenuto e per il resto suddiviso tra i comuni di Varese e Luino), incarico che svolgerà poi per il resto della sua vita, curando e patrocinando la pubblicazione di inediti e opere retrospettive e derivate; in tale veste nel 1989 fu tra i promotori del Premio Chiara, concorso letterario intitolato alla memoria dello scrittore, di cui fu altresì giurato e membro del comitato d'onore.
Nei primi anni 1980 Roncoroni fu chiamato dalla Mondadori a lavorare a una collana di testi per l'insegnamento della lingua italiana nella scuola dell'obbligo: ne scaturì una produzione di decine di titoli, quali Grammatica essenziale della lingua italiana e Testo e contesto. Guida all'analisi delle opere degli autori nel loro tempo, che resero Roncoroni uno degli autori più prolifici del settore in Italia. Diverse opere di questo filone vennero altresì firmate con lo pseudonimo di Marcello Sensini, per il quale fu diffusa una biografia fittizia: natali fiorentini nel 1944, laurea in lettere, specializzazione in linguistica, lessicografia e semantica a Parigi e una vita trascorsa tra New York e Venezia, insegnando didattica della lingua italiana e studiando poeti e narratori dell'Ottocento e del Novecento. Questo non fu peraltro l’unico nome d'arte da lui adottato: ne impiegò infatti circa una ventina, sia maschili che femminili; tra gli altri sono attestati Alberto Vertecchi, Antonio Fattori, Andrea Serristor e finanche Andrea Sperelli (retaggio quest’ultimo degli studi dannunziani), intendendo in questo modo non inflazionare il proprio nome e godere di maggior libertà nella sperimentazione dei più disparati filoni editoriali.
Roncoroni fu anche aforista (pubblicò volumi di filastrocche e titoli quali Il libro degli aforismi o Ingiurie & insulti, un manuale di pronto impiego) e firma di terza pagina per diverse testate giornalistiche, tra cui il Corriere della Sera e La Provincia.
Si cimentò altresì nella narrativa, esplorando vari generi: in gioventù pubblicò, dietro nom de plume, due romanzi nella collana Harmony. Riprese questo impegno segnatamente nell'ultimo decennio di vita: particolare successo ebbe il romanzo Un giorno altrove, pubblicato nel 2013 e poi riedito negli Oscar Mondadori. 
In totale, tra prime edizioni e ripubblicazioni, Roncoroni diede alle stampe oltre 350 titoli, senza contare le varie plaquette a tiratura limitata che realizzava per i propri conoscenti.
Nel 1999 gli fu diagnosticato un linfoma non Hodgkin, al quale si associarono ulteriori patologie anche gravi, dalle quali tuttavia si riprese. Il suo quadro clinico però declinò dai tardi anni 2010: l'infermità, pur non intaccandone la lucidità, gli rese difficoltoso muoversi e parlare, obbligandolo a condurre una vita sempre più ritirata. Roncoroni morì all'Ospedale Valduce di Como il 31 gennaio 2021, per complicazioni da COVID-19. La notizia, per sua espressa volontà, venne divulgata solo il 4 febbraio, dopo la celebrazione delle esequie in forma strettamente privata.

## Opere principali

### Narrativa
- La lunga vita di papà Geo, Roma, Gabriele e Mariateresa Benincasa, 2001. ISBN non esistente
- Nella deriva del tempo, Milano, ES, 2007. ISBN 978-88-87939-99-6
- Un giorno altrove, Milano, Mondadori, 2013.
- Una mamma così (a cura di Egea Roncoroni), Como, NodoLibri, 2018. ISBN 978-88-7185-141-9
- Sillabario della memoria: viaggio sentimentale tra le parole amate, Milano, TEA, 2019. ISBN 978-88-502-3206-2

### Saggistica e aforistica
- La stanza, Como, Noseda, 1973
- Il libro degli aforismi, Milano, Oscar Mondadori, 1989. ISBN 978-88-04-70907-7
- Filastrocche ocche ocche, Milano, Einaudi scuola, 1998. ISBN 88-286-0392-5
- Piero Chiara: la vita e le opere, Varese, Nicolini, 2005
- Manuale di scrittura non creativa, Milano, BUR Rizzoli, 2011. ISBN 978-88-17-04277-2
- Ingiurie & insulti, un manuale di pronto impiego (a cura di Marcello Sensini), Milano, Mondadori scuola, 2017. ISBN 978-88-247-6567-1

### Testi scolastici
- Parole come strumenti: linguaggio, letteratura e mito nel tempo. Antologia italiana per la scuola media, Milano, Mondadori, 1981
- Testo e contesto: guida all'analisi delle opere e degli autori nel loro tempo, Milano, Mondadori, 1984
- Lingua, storia e società: corso di cultura generale, Milano, Mondadori, 1985
- Fare italiano con il dizionario : quaderno didattico con esercizi guidati, Milano, Mondadori, 1987
- Grammatica essenziale della lingua italiana, Milano, Mondadori, 1989

#### A firma Marcello Sensini
- Analisi logica, Milano, Mondadori, ISBN 8824708307
- Dimensione linguistica riflessione sulla lingua - La pratica, Milano, Mondadori, ISBN 8824708471
- Edizione leggera di Le parole la lingua e il testo, Milano, Mondadori, ISBN 8824707408
- Le parole e il testo. Teoria e pratica della comunicazione linguistica con Teoria e pratica, Milano, Mondadori
- Le parole la lingua e il testo, progetto didattico di Federico Roncoroni, con la collaborazione di Ambra Garancini e Mirella Zocchi, Milano, Mondadori, 1991
- La lingua e i testi, Milano, Mondadori, ISBN 8824718760
- Lingua italiana, Milano, Mondadori, ISBN 8824710867
- Lingua italiana + FLOPPY, Milano, Mondadori, ISBN 8824709087
- Parole - La lingua il testo, Milano, Mondadori, ISBN 8824701272
- Parole, le regole, i testi, Milano, Mondadori, ISBN 8824712584
- Le parti e il tutto, Milano, Mondadori, ISBN 8824720242
- Il sistema della lingua, dalle parole al testo, Milano, Mondadori, 1996 ISBN 8824708269
- Strumenti linguistici, Milano, Mondadori, ISBN 8824709354
- Strumenti linguistici - vol. B, Milano, Mondadori, ISBN 8824715443
- La grammatica della lingua italiana[21], Milano, Mondadori, 1988,
- L'italiano di tutti, Milano, Mondadori, 2007. ISBN 978-88-247-2716-7
- L'italiano da conoscere - Grammatica breve, Milano, Mondadori, 2008. ISBN 978-88-247-2873-7
- L'italiano da sapere, Milano, Mondadori, 2009. ISBN 978-88-247-2976-5
- In chiaro, Milano, Mondadori, 2014, ISBN 978-88-247-4429-4
- Parole, un dizionario privato[21], Milano, Mondadori, 2015. ISBN 978-88-247-6044-7

### Curatele, note, collaborazioni
- Storia augusta, traduzione, introduzioni e note di Federico Roncoroni, presentazione di Luigi Alfonsi, fotografie di Mario Monge, Milano, Rusconi, 1972
- Tito Lucrezio Caro, Antologia lucreziana, a cura di Luigi Alfonsi e Federico Roncoroni, Torino, Marietti, 1973
- Giuseppe Longo (a cura di), Quattordici lettere inedite di Gabriele D'Annunzio a Barbara Leoni (con introduzione di Piero Chiara e note di Federico Roncoroni), Milano, Mondadori, 1976. ISBN non esistente
- Gabriele D'Annunzio, Solus ad solam (introduzione e note di Federico Roncoroni), Milano, Mondadori, 1979. ISBN non esistente
- Corriere della Sera: 1876/1986 - Dieci anni e un secolo - Montale e il Corriere, Milano, Mondadori, 1986. ISBN non esistente
- Corriere della Sera: 1876/1986 - Dieci anni e un secolo - D'Annunzio e il Corriere (con Bruno Rossi), Milano, Mondadori, 1986. ISBN non esistente
- Edgar Allan Poe, Il meglio dei racconti di Edgar Allan Poe (traduzioni di Delfino Cinelli e Elio Vittorini), Milano, Mondadori, 1990. ISBN 88-04-33755-9
- Gabriele D'Annunzio, Alcyone, Milano, Oscar Mondadori, 2001. ISBN 978-88-04-72103-1
- Geo Roncoroni, Lettere a Marilino, Como, NodoLibri, 2011. ISBN 978-88-7185-198-3
- Petronio Arbitro, Satiricon (traduzione di Piero Chiara, introduzione di Federico Roncoroni), Milano, Oscar Mondadori, 2011. ISBN 978-88-04-35392-8
- Piero Chiara, Il diamante della cucina, Milano, Henry Beyle, 2016. ISBN 978-88-99234-35-5
- Giorgio Baffo, Poesie (a cura di Piero Chiara, con uno scritto di Federico Roncoroni), Milano, SE, 2017. ISBN 978-88-6723-330-4
- Miguel Hernandez, La poesia è questione di cuore. Poesie tradotte e presentate da Piero Chiara (a cura di Francesca Boldrini Cattaneo, prefazione di Federico Roncoroni), Varese, NEM, 2021. ISBN 9788888903620

### Traduzioni
- Paolo Diacono, Storia dei Longobardi, Milano, Rusconi, 1970. ISBN non esistente
- Pietro Abelardo, Eloisa, Lettere d'amore (con un saggio di Guido Ceronetti), Milano, Rusconi, 1971. ISBN non esistente
- Pietro Abelardo, Storia delle mie disgrazie, Milano, Garzanti, 1989. ISBN 88-11-58081-1